# Sven Landgren
Sven Olof Esbjörn Landgren, född 5 maj 1921 i Lunds stadsförsamling i dåvarande Malmöhus län, död 26 maj 2016 i Umeå i Västerbottens län, var en svensk fysiolog och professor.
Sven Landgren var son till folkskolläraren Carl Landgren och småskolläraren Hilma, ogift Olsson. Han avlade veterinärexamen 1949 och blev veterinärmedicine doktor 1952. Han studerade vid National University of Australia i Canberra 1953–1954 och vid University Laboratory of Physiology i Oxford 1959–1960. Han var docent i fysiologi vid Veterinärhögskolan 1952–1962, därefter laborator i Göteborg 1962–1968 och slutligen professor i fysiologi i Umeå 1968–1987.
Han blev medicine hedersdoktor i Umeå 1981 och odontologie hedersdoktor i Umeå 1986. Genom en dotters epilepsisjukdom engagerade han sig också i hjärnforskning och gav ut flera publikationer i ämnet.
Sven Landgren gifte sig 1950 med sjuksköterskan Barbro Lind (1926–2020), dotter till doktor Ivar Lind och Ingeborg, ogift Pihl. De fick tre barn: Gunnar (född 1954), Eva (1956–1992) och Inger (född 1962). Makarna Landgren är begravda på Backens kyrkogård i Umeå.